# Georges Képénékian

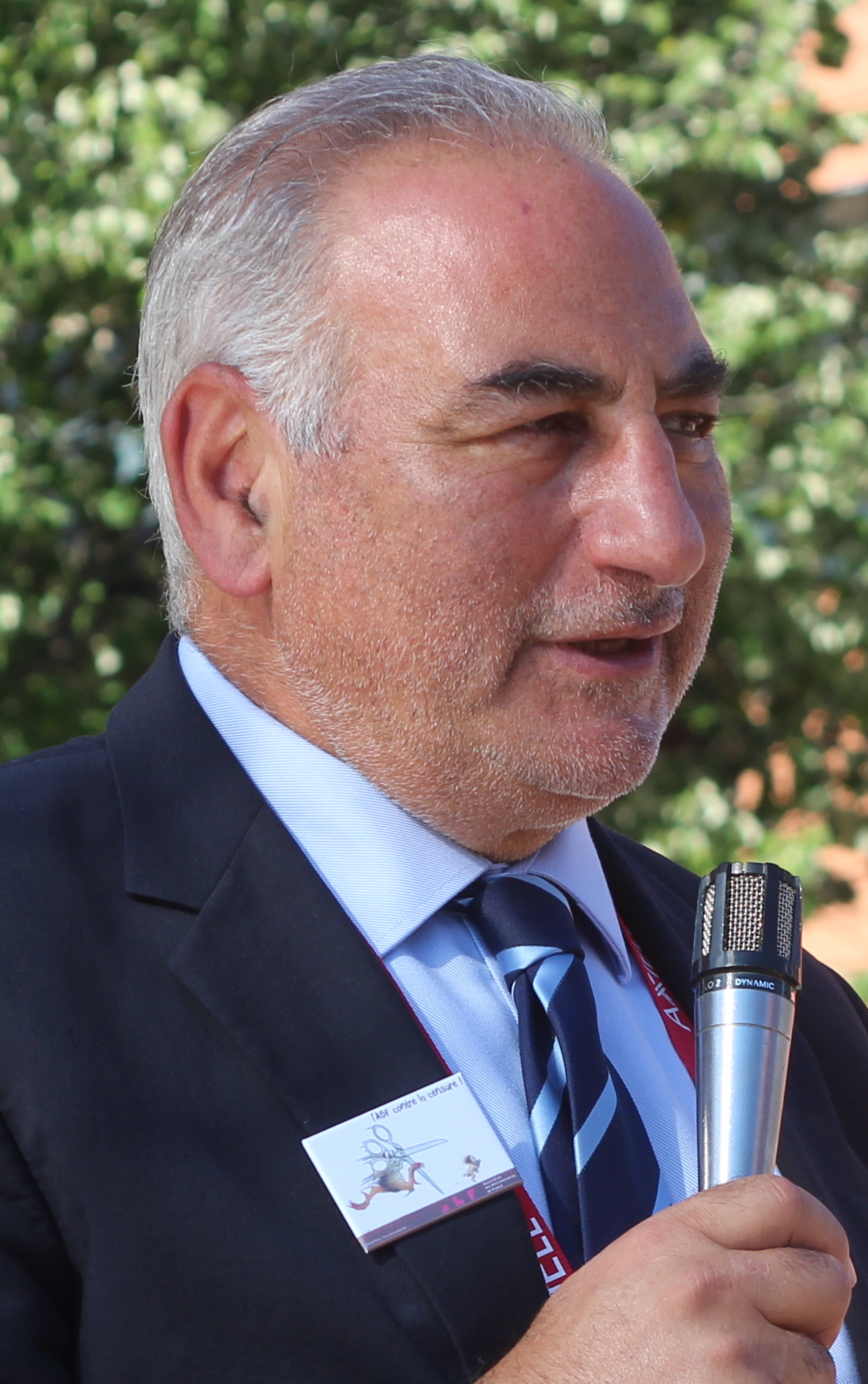
Georges Képénékian (2014)

Georges Képénékian (* 9. August 1949 in Lyon) ist ein französischer Arzt und Politiker (Parti socialiste, LREM). Von Juli 2017 bis November 2018 war er Bürgermeister von Lyon.

## Leben und politische Karriere
Képénékian ist armenischer Herkunft – Lyon ist eines der Zentren der armenischen Diaspora in Frankreich. Er setzt sich für die Anerkennung des Völkermords an den Armeniern ein. Vor seinem Eintritt in die Politik arbeitete er als urologischer Chirurg im Krankenhaus Saint-Joseph Saint-Luc. 
Ab 2008 war er einer der Beigeordneten (adjoint au maire) des langjährigen Bürgermeisters von Lyon, Gérard Collomb; seit 2014 erster Beigeordneter (premier adjoint au maire). Nachdem Collomb, ein Vertrauter des neugewählten Präsidenten Emmanuel Macron, zum Innenminister im Kabinett Philippe ernannt worden war, wurde Képénékian am 17. Juli 2017 zu seinem Nachfolger gewählt. Wie Collomb wechselte er von der Parti socialiste zu Macrons neuer Partei La République en Marche (LREM). 
Nach dem Rücktritt Collombs als Innenminister im Oktober 2018 verzichtete Képénékian auf sein Amt und räumte seinen Platz wieder für Collomb. Anschließend war er wieder erster Beigeordneter. Bei der Kommunalwahl 2020 bewarb sich Képénékian erneut um das Bürgermeisteramt. Dabei hatte er jedoch nicht die Unterstützung seiner Partei LREM und seines ehemaligen Mentors Collomb, die stattdessen den ehemaligen Turner Yann Cucherat unterstützten. Képénékians Liste Respirations erhielt 12 % im ersten und 17 % im zweiten Wahlgang.